# Paralisi progressiva
Paralisi progressiva è un termine medico neurologico non specifico indicante diversi tipi di paralisi o paresi progressive e invalidanti per il movimento, e a volte le capacità cognitive (deterioramento cognitivo lieve o grave) e la sensorialità (anestesia, disestesia, parestesia), risultanti come effetto di diverse patologie, tra cui:
- la paralisi progressiva per eccellenza (detta anche "paralisi progressiva dell'insano" o GPI) o stadio motorio finale della sifilide terziaria, in forma di neurosifilide e tabe dorsale[1]; termine spesso usato normalmente in passato come eufemismo di "paralisi luetica" o "demenza paralitica"[2] da neurosifilide con deficit sensoriali
- meningoencefalite infiammatoria e/o infettiva (oltre a quella da sifilide, nota è la meningoencefalite amebica primaria, quella da rabbia o da zecche o da meningococco)
- meningite tubercolare
- poliomielite
- tetano
- atrofia muscolare spinale in forma grave
- lo stadio finale della malattia del motoneurone (es. sclerosi laterale amiotrofica, atrofia muscolare progressiva, sclerosi laterale primaria, paralisi bulbare progressiva...)
- tumore cerebrale
- paralisi o paresi da ictus o micro-ictus continuati (es. sindrome CADASIL, aterosclerosi, parkinsonismo vascolare...)
- paralisi da fase terminale delle demenze o malattie neurodegenerative varie, ad esempio:
  - stadio finale della malattia di Parkinson o parkinsonismi
  - malattia di Alzheimer
  - demenza da corpi di Lewy
  - demenza frontotemporale con amiotrofia e altre demenze frontotemporali
  - paralisi sopranucleare progressiva e altre taupatie
  - malattia di Huntington
- malattia di Alexander
- paraparesi spastica ereditaria
- paralisi da malattie demielinizzanti:
  - forma grave di sclerosi multipla
  - sindrome di Guillain-Barré e neuropatie croniche demielinizzanti o assonali
  - adrenoleucodistrofia
- stadio finale di miopatie molto gravi (es. distrofia di Duchenne, distrofia muscolare di Becker grave, sindrome MELAS, ecc.)
- paralisi in seguito a traumi cerebrospinali, a volte progressiva
- encefalomielite ed encefalopatia
- porfirie gravi in fase avanzate
- avvelenamento cronico da metalli pesanti (es. avvelenamento da piombo)